# 더 프리티 레클리스
더 프리티 레클리스(The Pretty Reckless)는 테일러 맘슨(보컬), 벤 필립스(기타), 마크 데이먼(베이스), 제이미 퍼킨스(드럼)으로 구성된 미국 뉴욕주 출신의 록 밴드이다.

## 음반 목록
- Light Me Up (2010)
- Going to Hell (2014)
- Who You Selling For (2016)